# Los gatos antropófagos
Los gatos antropófagos. Cuento de Haruki Murakami publicado originalmente en 1991 más tarde incluido en el libro Sauce ciego, mujer dormida en el 2006 El título original de la novela en japonés es "Hitokui neko" (人食い猫).

## Trama
La lectura relata la situación de una pareja teniendo una relación clandestina fuera de sus matrimonios, refugiándose en una isla griega, todo a partir la anécdota de una anciana devorada por sus gatos después de fallecer abre este cuento sobre una pareja japonesa que se ve obligada por su relación a vivir en una pequeña isla griega. 
Se puede percibir cierto parecido con la novela, también del autor, Sputnik, mi amor en el que una de las protagonistas desaparece en una isla griega no identificada en las dos obras, la desaparición de estas jóvenes que fue causa de un posible secuestro, pero al lector le es fácil identificar que son actos voluntarios fruto de la desesperanza.